# Luis Immanuel Rost
Luis Immanuel Rost (* 4. November 2004) ist ein deutscher Schauspieler.

## Filmographie (Auswahl)
- 2016: Verrückt nach Fixi
- 2017: Abi ’97 – gefühlt wie damals
- 2017–2021, seit 2024: Der Bergdoktor
- 2018: Daheim in den Bergen – Liebesleid
- 2021: Für immer Eltern
- 2022: Zimmer mit Stall: So ein Zirkus